# Diego Polenta
Diego Fabián Polenta Museti (Montevideo, 6 februari 1992) is een Italiaans-Uruguayaans voetballer die bij voorkeur als verdediger speelt. Sinds 2011 maakt hij deel uit van de selectie van Genoa CFC, dat hem van 2011 tot en met 2014 verhuurde aan AS Bari. In 2014 werd Polenta verhuurd aan Nacional.

## Carrière

### Jeugd
Polenta startte zijn carrière bij de jeugd van Danubio FC. Hij trok de aandacht van Genoa en vertrok in juli 2008 naar die club.

### Genoa CFC
In het seizoen 2009/10 maakte hij deel uit van het Primavera team, het hoogste jeugdelftal, van Genoa. Een seizoen later werd hij toegevoegd aan de eerste selectie en kreeg het rugnummer 35.
Op 30 april 2011 maakte Polenta zijn debuut. In de met 1–0 verloren wedstrijd tegen Napoli viel hij in voor Giandomenico Mesto.

### AS Bari
Op 29 augustus 2011 tekende Polenta een huurcontract voor één seizoen bij Serie B-club AS Bari om ervaring in het eerste elftal op te doen. Na een succesvol verblijf bij de club werd de huurovereenkomst op 21 augustus 2012 met een jaar verlengd.

## Interlandcarrière
Polenta maakte deel uit van het Uruguayaans voetbalelftal onder 17 tijdens het WK onder 17 in 2009 en in 2011 van het elftal onder 20 tijdens het Zuid-Amerikaans kampioenschap onder 20, waar hij twee doelpunten wist te maken, en het WK onder 20. Ook maakte hij deel uit van het Uruguayaans olympisch voetbalelftal dat op de Olympische Spelen van 2012 in de groepsfase strandde.